# Bonholzbach
Der Bonholzbach ist ein weniger als eineinhalb Kilometer langer Bach im Landkreis Straubing-Bogen in Niederbayern, der südlich von Rothhäusl von links und zuletzt Norden in die Menach mündet.

## Geographie

### Verlauf
Der Bonholzbach entspringt auf über 425 m ü. NN im Hangwaldgebiet Bonholz und läuft fast bis zur Mündung darin oder an seinem Rande. Die Quelle liegt 300 Meter westlich der Haibacher Einöde Bonholz. Von dort fließt er zuerst etwa 400 Meter in Richtung Süden und speist dabei einen winzigen, neben einem Wirtschaftsweg aufgestauten Waldteich. Nach einem Richtungswechsel nach Westen und weiteren 400 Metern kreuzt er den Weg zwischen Oberwiesing und Leimbühlholz. Von dort an zieht er am Waldrand entlang und durchläuft dabei nacheinander drei Weiher von zusammen etwa 0,3 ha Fläche. Erst vor dem dritten wechselt er auf die Gemeindegemarkung von Haselbach. Dicht vor dessen Einöde Rothhäusl kehrt er sich zuletzt nach Südwesten und mündet nach schon 200 Metern, nur noch hundert Meter vom Ortsrand Haselbachs gegenüber entfernt, auf etwa 408 m ü. NN in die mittlere Menach.

### Einzugsgebiet
Der Bonholzbach entwässert etwa 0,7 km² zur Menach. Der höchste Punkt im Einzugsgebiet liegt auf etwa 480 m ü. NN an seiner Nordostspitze auf einem Westsporn zwischen Bonholz und Semmersdorf im Norden, von dort erstreckt sich das Einzugsgebiet in Form einer s-förmig verbogenen Spindel etwa 1,6 km weit nach Südwesten bis zur Mündung. Vom Nordwesten bis zum Nordosten grenzt es an das des aufwärtigen Menach-Zuflusses Aubach, im Osten an das des Buchetbachs, der über den Eigraben unterhalb in die Menach entwässert, welcher dann selbst jenseits des östlichen Teils der südlichen Wasserscheide konkurriert. Im Bogen vom mittleren Süden bis zurück zum Nordwesten liegt der direkte Entwässerungsbereich der Menach selbst an.
Etwa die mittlere Hälfte des Einzugsgebietes liegt im Waldgebiet Bonholz, die andere Hälfte in freier Flur, wo vor allem auf den höheren Lagen die Ackerflächen überwiegen. Die Haselbacher Einöde Rothhäusel liegt nahe am Unterlaufknick, dessen Einöde Leimbühl, zusammenhängend mit dem kleinen Haibacher Dorf Leimbühlholz, auf der nördlichen Wasserscheide. In der Nordostspitze steht ein namenloses Einzelanwesen Haibachs in der allerobersten Talmulde. Ein Hügelrücken an der östlichen Wasserscheide trägt die Einöde Bonholz dieser Gemeinde.